# Cinema ad Ancona
La storia del cinema ad Ancona inizia nel 1943, quando uscì nelle sale il film Ossessione, di Luchino Visconti. Da allora altri film sono stati ambientati in città, che è stata interpretata diversamente dai vari registi e a volte è servita solo come ambientazione, senza essere citata. 

## Dal 1940 al 1960
Ossessione, capolavoro di Luchino Visconti (1943), considerato il primo film neorealista, nelle sequenze centrali è stato girato ad Ancona.
Le prime immagini attraverso cui Visconti ci presenta cinematograficamente la città sono quelle del cavalcavia della Stazione Ferroviaria, crocevia di destini, dal momento che è sul treno che Gino (Massimo Girotti) arriva ad Ancona e sul treno fa amicizia con “lo spagnolo” (Elio Marcuzzo). Per arrivare alla Cattedrale della città Gino e l’amico si arrampicano per una strada in salita (che è Via Cialdini, ripresa all’altezza dell’accesso al vicolo oggi intitolato a San Marco, via che nella realtà conduce a Capodimonte, il rione che si estende sul colle opposto a quello su cui si trova il Duomo).

Ancona, cattedrale di S. Ciriaco - foto di scena del film Ossessione di Luchino Visconti

Giunti sul piazzale di San Ciriaco, Gino si siede accanto allo spagnolo sul muretto del belvedere del piazzale del Duomo, con lo sguardo sognante perso a scrutare l’orizzonte lontano alla ricerca di uno spazio interiore nel quale rifugiarsi e porre fine ad un’esistenza vagabonda.
L'immagine riassume forse l’aspetto peculiare dell’Ancona cinematografica: città di mare, levantina, terra di confine di una geografia ideale, linea di cesura tra la nebbiosa Pianura Padana e il caldo Mediterraneo che qui inizia a manifestarsi compiutamente. Da qui, dal sagrato del Duomo medievale di San Ciriaco, dall’alto del colle Guasco, la macchina da presa scorre in panoramica sulle banchine del porto ingombro di traghetti e navi passeggeri. Quindi il porto, non-luogo per antonomasia, contraltare alla prosaicità della ferrovia, diviene con il suo anfiteatro naturale riferimento filmico ricorrente, margine tra la terra e il mare, limite estremo, quello che nella fuga di Gino sarà anche porta d’ingresso verso un dramma esistenziale che troverà la sua conclusione nella tragedia.
Nello sfondo dell'inquadratura si nota sul colmo del tetto della cattedrale un personaggio vestito di chiaro, in compagnia di alcuni operai: si tratta dell'allora trentacinquenne Riccardo Pacini, soprintendente ai monumenti che proprio nel 1942 fu richiamato ad Ancona per guidare le attività a protezione e salvaguardia degli edifici dorici dal rischio dei bombardamenti. Del Duomo venne protetto con sacchi di sabbia il protiro principale.
La sequenza del film continua proseguendo lo sguardo cinematografico su Ancona, quasi un lungo piano–sequenza, che riprende il campanile del Duomo e l’edificio che gli stava accanto (oggi non più esistente) incluso negli antichi annessi di servizio alla cattedrale e addossato all’impianto probabilmente parte della chiesa medievale di Santa Maria di Nazareth. Lo sfondo e le soggettive cambiano continuamente: viene inquadrata la parte superiore dell’antica chiesa di Santa Maria in Curte, distrutta, pochi mesi dopo le riprese, dal pesante bombardamento aereo alleato del 1º novembre 1943 (che causerà centinaia di vittime), così come alcune vie dei rioni di Ancona affacciantisi sul porto che fanno da sfondo ad altre scene del film: lo scalone Nappi, Palazzo Davalos (distrutto durante la guerra), il prospetto laterale di Palazzo Ferretti e Piazza del Senato.
Con il prezioso supporto della memoria filmica Visconti ha potuto fissare su pellicola immagini della fiera di San Ciriaco, di salite, scalinate e di alcuni dei luoghi più antichi e caratteristici del centro storico di Ancona non più visibili altrimenti, per cui il film è divenuto una preziosa testimonianza visiva di come si presentava la città prima che la guerra ne modificasse l'aspetto.

## Dal 1960 al 1970

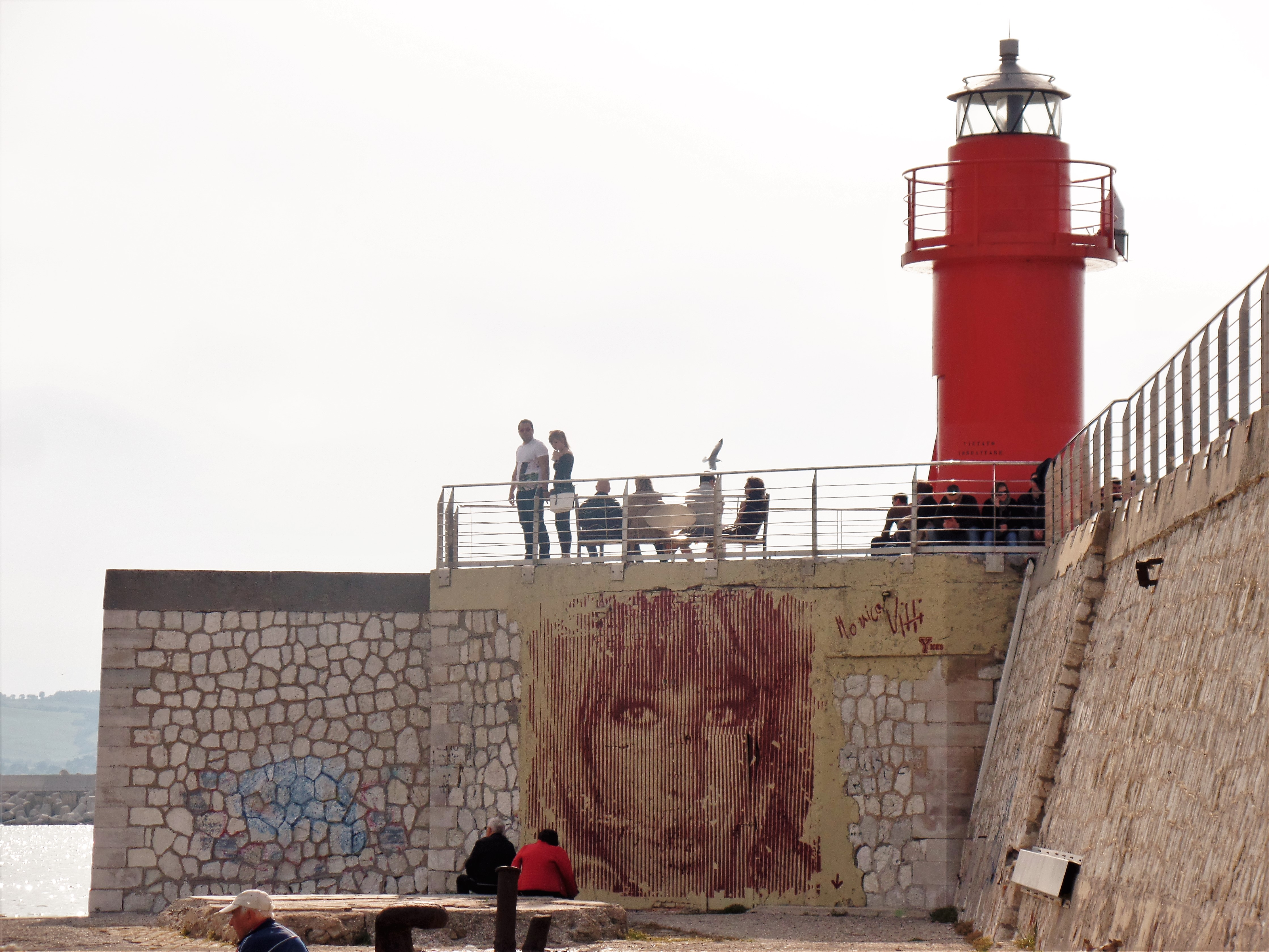
Monica Vitti riprodotta alla Lanterna Rossa di Ancona, sul molo in cui fu girata l'ultima scena del film La ragazza con la pistola

Negli anni sessanta Ancona è stata usata in vari film, poi proiettati nelle sale di tutta Europa, per rappresentare i luoghi più disparati ed esotici.
- Il giustiziere dei mari (1961, per la regia di Domenico Paolella)

In questo film, le spiagge rocciose di Ancona rappresentano la costa australiana.
- Le prigioniere dell'Isola del Diavolo (1962, sempre di Domenico Paolella)

In quest'altro film, le stesse scogliere rappresentano invece l'Isola del Diavolo della Guyana francese. 
Alle due pellicole di Paolella va il merito di aver conservato le immagini della Riviera del Cònero prima dell'antropizzazione a scopo turistico avvenuta a partire dalla metà degli anni sessanta. È possibile, in particolare, apprezzare gli scogli del Passetto e la spiaggia di Portonovo nella sua naturalità quasi intatta, costellata dalle rare capanne dei pescatori, demolite a metà degli anni sessanta, e dalle rovine del fortino napoleonico, allora in abbandono.
- La ragazza con la pistola, (1968, di Mario Monicelli)

In questo film, il molo nord di Ancona, nonostante il Duomo che si intravede sullo sfondo, serve per rappresentare il porto di Brighton, in Inghilterra. Al largo della lanterna rossa la protagonista Monica Vitti fugge dal Regno Unito con il traghetto. La scena doveva essere girata realmente a Brighton, come gran parte del resto del film, ma il mare proibitivo nella località inglese ed impegni già presi in Italia subito dopo il film dall'altro protagonista Carlo Giuffrè, spinsero la regia a ripiegare sullo scalo adriatico, focalizzando la scena sulla corsa sul molo e la nave in partenza.

## Dal 1970 al 2000
- La prima notte di quiete di Valerio Zurlini  (1972)

Alcune scene di questo film sono state girate all'interno, allora in rovina, della storica Villa Favorita, restaurata nel 1998.
- Dio, sei proprio un padreterno! del regista Michele Lupo (1973)

Negli anni settanta furono girati in città due film "poliziotteschi"; in questo si notano le scene girate nel 1973 nelle vecchie carceri di Santa Palazia; le riprese, a cui parteciparono molti giovani di Ancona, durarono diversi giorni. Da ricordare anche la scena girata al Campo degli Ebrei, dove era stata ricostruita la frontiera Italo-Francese.
- La belva col mitra (1977) del regista Sergio Grieco

In questo secondo poliziottesco si documenta l'aspetto della città negli anni settanta, (zona della Stazione, Largo XXIV Maggio, Lazzaretto, spiaggia del Passetto); la vicenda è quella di un criminale evaso con l'intenzione di vendicarsi dei suoi ex complici, che alla fine verrà catturato.

## Dal 1990 al 2001
- Un'anima divisa in due, di Silvio Soldini (1993).

Anche in questa pellicola Ancona rappresenta per i protagonisti, fuggitivi da Milano, il desiderio di una vita migliore. In questo caso non è la presenza del porto, ma la dimensione a misura d'uomo e la vicinanza con la natura a far assumere alla città questo ruolo. Ben presto si accorgeranno però che la vita moderna non risparmia alcun luogo dove ogni apertura al "diverso" viene pagata con l'isolamento e la solitudine.
- La regina degli scacchi di Claudia Florio (1998).

Ancona in questo film è nebbiosa, inquietante e, con le sue vie in salita, le sue antiche scalinate, le sue spiagge invernali, fa da sfondo perfetto alla difficile e combattuta introspezione di una giovane ragazza.
- La stanza del figlio di Nanni Moretti (2001).

Vincitore della Palma d'oro al 54º Festival di Cannes, è stato girato interamente in città; qui Ancona è usata senza citarla, pur con notevoli riferimenti, per rappresentare una tipica città dell'Italia di oggi.

## Dopo il 2000
Dopo il 2000 sono stati girati ad Ancona alcuni film a distribuzione nazionale.
- Alma, di Massimo Volponi, 2007

Il film narra la reale vicenda umana dell'equipaggio dell'omonima nave russa, abbandonata dal suo armatore nel porto di Ancona.
- La Polinesia è sotto casa, regia di Saverio Smeriglio e Andrea Goroni (2010)

Il film è stato girato soprattutto nella spiaggia di Portonovo ed ha per argomento la passione per il surf.
- Corpo estraneo, di Krzysztof Zanussi (2013)

Sono state girate ad Ancona alcune scene dell'ultimo film di Zanussi: al Duomo e a Santa Maria di Portonovo. Il film si svolge tra Italia, Russia e Polonia e narra le vicende di un giovane italiano appartenente ad un movimento di rinnovamento cattolico. È uscito nelle sale nel 2014.
- Andrej Tarkovskij - Il cinema come preghiera, di Andrej Andreevič Tarkovskij, (2020)

Il film racconta la vita e i lavori di Andrej Tarkovskij ed è opera di Andrej Andreevič Tarkovskij, figlio del grande regista russo, che ha scelto di girare alcune scene a Santa Maria di Portonovo, chiesa alla quale il padre era particolarmente legato e che aveva citato nel suo diario.
- Gli anni folli della velocità - Vite Straordinarie (2020) di Gabriele Ogiva e Federica Biondi.

Prodotto dalla Ogiva Production di Osimo tra i documentari più premiati del 2021. Con Marco Di Stefano e Elena Schiavoni. Un racconto frenetico ed affascinante che accompagna lo spettatore in un viaggio attraverso l'anconetano dell'immediato dopoguerra, terra di motori e di piloti. Giudicato dal mibact di interesse storico sociale. Curiosità: il lungometraggio contiene il più vecchio ed inedito filmato sulla città dorica, risalente al 1932.
- Addio in Febbraio - Precordi (2022) di Gabriele Ogiva.

Prodotto dalla Ogiva Production di Osimo. Con Marco Di Stefano, Elena Schiavoni, Tanya Khabarova, Donatella Pompei, Fratelli Anna e Lorenzo Marconi di Senigallia, Augusto Sconosciuto grigio. Il film ripercorre l'avventurosa vita di Bruno, italiano emigrato in Argentina e l'ossessione amorosa di quest’ultimo per la giovane cugina argentina Delia, un amore scoppiato in un’estate del 1958 nella spiaggia di velluto, Senigallia, amore che poi durerà un’intera vita. Per Delia lascerà tutto. Giunto al termine della sua vita e dopo la morte di Delia, Bruno fa ritorno alla sua città, Ancona, che aveva lasciato cinquant'anni prima per raggiungere Delia a Buenos Aires. Ritroverà tutti i luoghi, le persone, gli oggetti della sua giovinezza e una nipotina che non ha mai conosciuto, in un viaggio dove i confini tra la realtà e l'immaginazione sono labili e si renderà conto che il tempo è passato troppo in fretta.